# Agent Provocateur (cég)

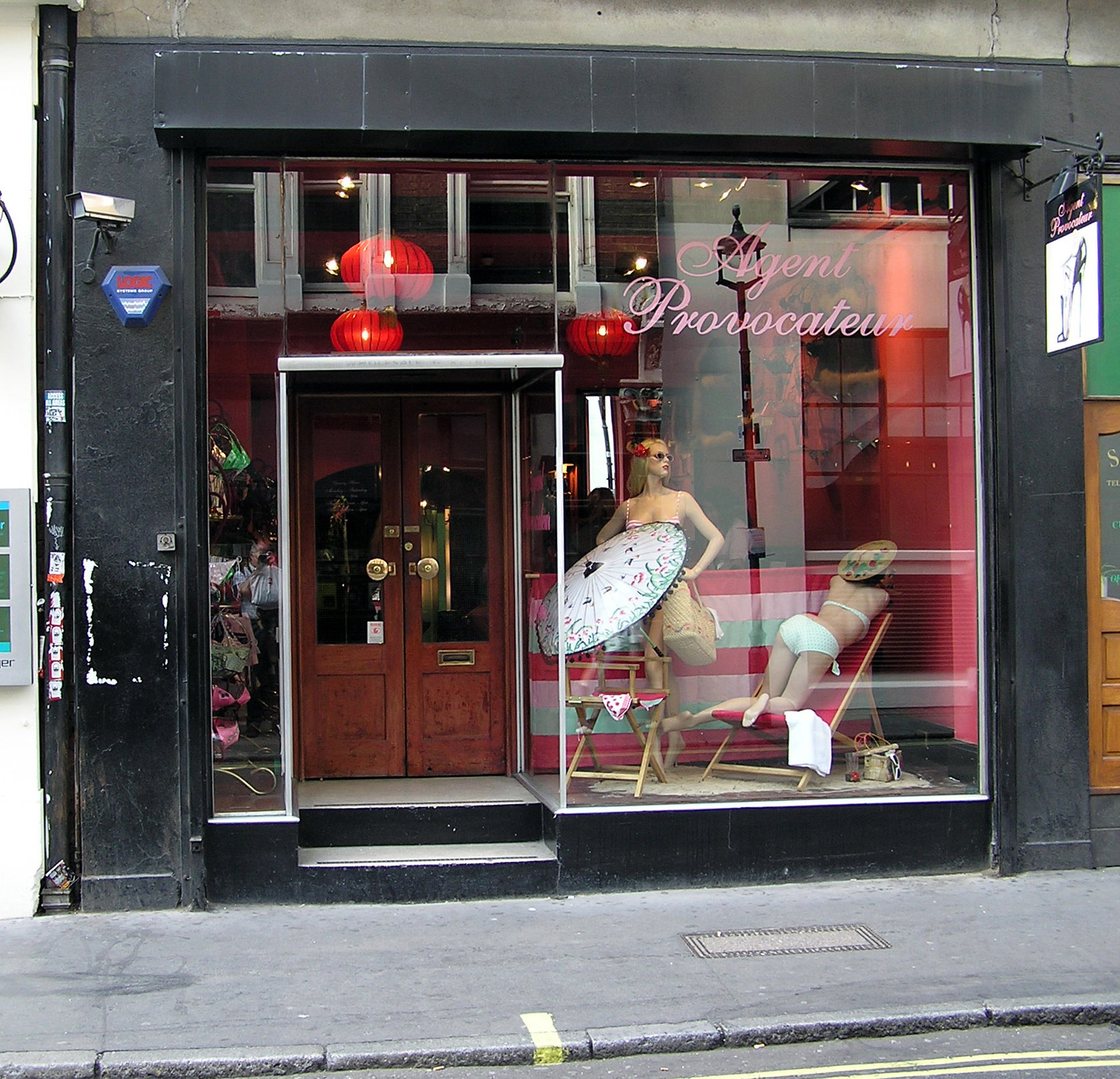
Agent Provocateur a Broadwick Streeten (London, Soho)

Az Agent Provacateur egy fehérnemű cég, melynek székhelye az Egyesült Királyságban van. Megalakulása óta, világszerte már több mint 13 ország olyan nagyvárosaiban forgalmazza termékeit, mint például New York, Las Vegas, Los Angeles, Párizs, Bécs vagy Berlin. Az első boltot 1994-ben, London Soho negyedében a Broadwick Street-en nyitották.
Joseph Corré (Vivienne Westwood divattervezőnő fia) és Serena Rees alapította. 2007 júniusában nem vette át a brit királyi család kitüntetését a divatvilágért tett fáradozásaiért. Az indok a leköszönő Tony Blair iraki háborús tevékenységének jelképes elutasítása volt.
A cég több mint egy évtizedes története során provokatív reklámjaival sokakat megbotránkoztatott.
A hírességek szívesen jelennek meg egy-egy AP kampányban (többek között így tett Kylie Minogue, Kate Moss, Fern Britton, Carmen Electra és Paris Hilton is). 2000 óta már saját parfümöt, emellett számos kiegészítőt is forgalmaz.